# المناره
المنارة (به عربی: المنارة) یک منطقهٔ مسکونی در امارات متحده عربی است که در دبی، امارات واقع شده‌است.